# Luciano Martino
Luciano Martino (Roma, 22 de diciembre de 1933-Malindi, 14 de agosto de 2013) fue un productor de cine, director y guionista italiano.
Era hermano del director y guionista Sergio Martino (n. 1938). Participó activamente en la industria del cine desde los años cincuenta. Después de varios trabajos como guionista y ayudante de dirección, hizo su debut como director con la película de espías Secret Agent Fireball. Entre los guiones en los que colaboró figuran La frusta e il corpo de Mario Bava, Arizona Colt de Michele Lupo y el giallo Le foto di Gioia (distribuida en el Reino Unido como Delirium) de Lamberto Bava. En los años setenta produjo y coescribió una larga serie de comedias sexys italianas de éxito, que incluyen Quel gran pezzo dell'Ubalda tutta nuda e tutta calda, Giovannona Long-Thigh y The School Teacher, que impulsó la carrera de Edwige Fenech, su compañera sentimental en la época. Con el declive del género se centró en la televisión, producción de series de televisión y películas de televisión.
Martino murió de un edema pulmonar en su casa en Malindi, Kenia.